# Speedup
|  | No s'ha de confondre amb Speed Up. |

En arquitectures d'ordinadors, speedup (acceleració relativa o acceleració teòrica) és un número que mesura la millora relativa de dos sistemes que processen el mateix problema. Més tècnicament, és la millora en velocitat d'execució d'una rutina executada en dues arquitectures similars amb diferents recursos. El terme d'speedup va ser establert amb la Llei d'Amdahl, la qual particularment se centra en la computació paral·lela. Tanmateix, l'speedup pot ser utilitzat més generalment per mostrar l'efecte en el rendiment en qualsevol millora d'un recurs.

## Definicions
Speedup pot ser definit per dues qualitats diferents: latència i throughput.
La latència d'una arquitectura és el temps emprat per acabar una tasca determinada. Es defineix com la inversa de la velocitat d'una tasca.
{\textstyle L={\frac {1}{v}}={\frac {T}{W}},}
on
- v és la velocitat d'execució de la tasca;
- T és el temps d'execució de la tasca;
- W és l'execució workload de la tasca.

I el throughput d'una arquitectura és el nombre de tasques per unitat de temps. Definit com el ràtio d'execucions d'una tasca:
{\textstyle Q=\rho vA={\frac {\rho AW}{T}}={\frac {\rho A}{L}},}
on
- ρ és la densitat d'execució (p. ex., el nombre d'etapes en una conducció d'instrucció per un pipelined arquitectura);
- Un és la capacitat d'execució (p. ex., el nombre de processadors per una arquitectura paral·lela).

La latència és sovint mesurada en segons per unitat d'execució. El throughput és sovint mesurat en unitats d'execució per segon. Una altra unitat del throughput és el nombre d'instruccions per cicle (IPC) i la seva inversa, cicles per instrucció (CPI), és una altra unitat de latència.
L'speedup careix de dimensió i vé definit diferent per cada tipus de quantitat. Això la fa una mètrica consistent.

### Speedup de la latència
Speedup de la latència es defineix per la fórmula següent:
{\displaystyle S_{\text{latency}}={\frac {L_{1}}{L_{2}}}={\frac {T_{1}W_{2}}{T_{2}W_{1}}},}
on
- Slatència és el speedup de la latència de l'arquitectura 2 respecte l'arquitectura 1;
- L1 és la latència de l'arquitectura 1;
- L₂ és la latència de l'arquitectura 2.

L'speedup de la latència pot ser pronosticada utilitzant la Llei d'Amdahl o la Llei de Gustafson.

### Speedup del throughput
Speedup del throughput es defineix per la fórmula següent:
{\displaystyle S_{\text{throughput}}={\frac {Q_{2}}{Q_{1}}}={\frac {\rho _{2}A_{2}T_{1}W_{2}}{\rho _{1}A_{1}T_{2}W_{1}}}={\frac {\rho _{2}A_{2}}{\rho _{1}A_{1}}}S_{\text{latency}},}
on
- Sthroughput és l'speedup del throughput de l'arquitectura 2 respecte l'arquitectura 1;
- Q1 és el throughput de l'arquitectura 1;
- Q₂ és el throughput de l'arquitectura 2.